# Mezosfera
Mezosfera (iz grščine mesos - srednja in sphaira - krogla) je plast Zemljinega ozračja, ki se začne nad stratosfero, točneje nad stratopavzo in se konča z mezopavzo, nad katero se razprostira termosfera. V mezosferi temperatura z višino pada. Na spodnji točki znaša temperatura 0 °C, na zgornji točki pa znaša -100 °C.